# Kicked Out (film 1917)
Kicked Out è un cortometraggio muto del 1917 diretto e interpretato da Carter DeHaven. Il soggetto e la sceneggiatura si devono a Harry Wulze.

## Produzione
Il film fu prodotto dalla Victor Film Company.

## Distribuzione
Distribuito dall'Universal Film Manufacturing Company, il film - un cortometraggio in due bobine - uscì nelle sale cinematografiche statunitensi il 13 luglio 1917.